# Ben sam znajduje drogę
Ben sam znajduje drogę (tyt. oryg. Beni ecën vetë) – albański film fabularny z roku 1975 w reżyserii Xhanfise Keko, na motywach powieści Kiço Blushiego pod tym samym tytułem.

## Opis fabuły
Rodzice Bena nie pozwalają mu bawić się poza domem w Korczy, w którym mieszka. Wujek Thoma, który przyjeżdża ze wsi, chce, żeby chłopiec się usamodzielnił i zabiera go na wieś. Chłopiec, który znalazł się w nowym dla siebie środowisku, szybko się uczy. Kiedy w nocy gubi się w lesie, odkrywa piękno tego miejsca i odnajduje sam drogę do domu. Wtedy dociera do niego, że zaczyna dorastać i nie jest już małym chłopcem, całkowicie uzależnionym od rodziców.
Film realizowano w Korczy. W 1976 uzyskał wyróżnienie na Festiwalu Filmów Albańskich w Tiranie.

## Obsada
- Herion Spiro jako Ben
- Pandi Raidhi jako wujek Thoma
- Dhorkë Orgocka jako Ollga
- Gjergj Sollaku jako Goni
- Selma Sotiriadhi jako Jeta
- Ema Shteto jako Drita
- Yllka Mujo jako Leta, matka Bena
- Zhani Ziçishti jako ojciec Bena
- Koço Guda jako Vaso
- Genc Anastasi jako Genc
- Adrian Laperi jako Astrit